# Віктор IV Альбрехт Ратиборський
Віктор IV Альбрехт, наслідний принц Ратиборський (нім. Wiktor IV Albrecht Erbprinz von Ratibor), при народженні — Віктор Альбрехт Йоганнес Йозеф Міхаель Марія фон Гогенлое-Шиллінгфюрст (нім. Viktor Albrecht Johannes Josef Michael Maria von Hohenlohe-Schillingsfürst; 12 лютого 1916, Гросс-Рудах — 18 вересня 1939, Поцеха) — німецький аристократ і офіцер-танкіст, оберлейтенант вермахту.

## Біографія

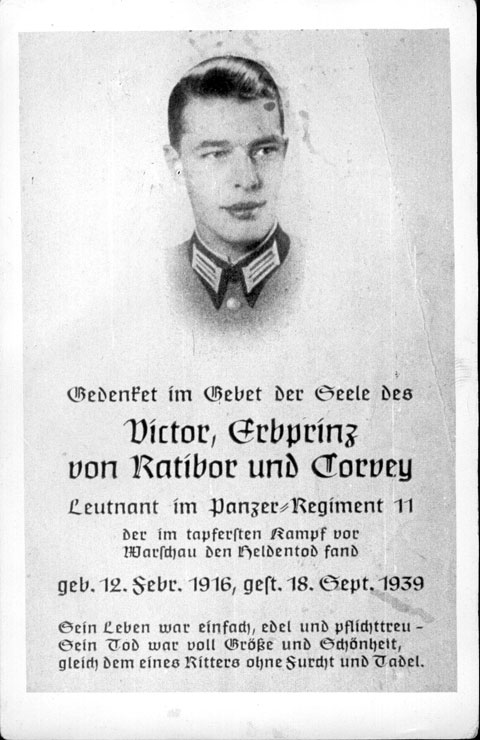
Посмертна картка принца Віктора.

Він був четвертою дитиною і старшим сином принца Віктора III Августа Ратиборського та його дружини Єлизавети. Віктор IV народився, коли його дід, герцог Віктор II Амадей Ратиборський, був ще живий. Початкове виховання та освіту отримав у рідному маєтку.
У віці 23 років його призвали до лав німецької армії, де він служив у танкових військах. Під час Польської кампанії він був командиром взводу 11-го танкового полку 1-ї легкої дивізії. 18 вересня 1939 року танк PzKpfw 35(t), яким він командував, був знищений у засідці поблизу села Поцеха, в Кампіноському лісі поблизу Модліна, польською танкеткою TKS, озброєною 20-мм важким кулеметом, якою командував кадет Роман Орлик. Машина під командуванням Орлика зненацька атакувала та знищила загалом 3 німецькі танки. Віктор IV Альбрехт помер від отриманих ран та сильних опіків. Тіло було ідентифіковане за його мисливським посвідченням. Його поховали у сімейному склепі під західним ганком парафіяльної церкви в Руді, поблизу Ратибора. Похорон відбувся з усіма військовими почестями, а його металева військова труна була завішана прапором зі свастикою, який, за словами свідків, зняла його мати Єлизавета.

## Спадок
Щодо смерті Віктора IV залишається низка припущень, зокрема що його призов до армії та відправлення на передову в 1939 році було покаранням за критичне ставлення батька до нацистів.
Також вважається, що ймовірною причиною підпалу палацу та колишнього цистерціанського монастиря в Руді радянською армією в 1945 році стало виявлення останків Віктора, одягненого в чорну форму танкіста, в церковній крипті. Росіяни могли помилково прийняти її за форму СС, що розлютило росіян, які й підпалили його.